# The Anomaly
The Anomaly es una película británica de 2014 de acción, thriller y ciencia ficción. Fue dirigida y protagonizada por Noel Clarke. También actúan Ian Somerhalder, Alexis Knapp y Luke Hemsworth.

## Sinopsis
Un exsoldado traumatizado se despierta en la parte trasera de una camioneta. A su lado se halla un niño secuestrado. Ahora dispone de tan solo 9:47 minutos de conciencia para averiguar cómo llegó hasta allí.

## Reparto
- Noel Clarke como Ryan Reeve/Rory Thompson/Anomaly #66.
- Ian Somerhalder como el agente Harkin Langham/Anomaly #X.
- Alexis Knapp como Diane/Dana/Daisy.
- Luke Hemsworth como el agente Richard Elkin/Anomaly #13.
- Brian Cox como el Dr. Lloyd Langham
- Ali Cook como el agente Travis/Anomaly #97.

## Producción
La película fue producida en Reino Unido en 2013. Clarke realizó sus propias escenas de riesgo, modificando su dieta y recibió entrenamiento de lucha.

## Distribución
El primer tráiler oficial salió el 19 de abril de 2014. La película se proyectó en el Festival de Cine de Edimburgo en junio de 2014 y su estreno en el Reino Unido e Irlanda fue el 4 de julio.